# ذخیره‌گاه طبیعی قره‌داغ
ذخیره‌گاه طبیعی قره‌داغ (به قزاقی: Karatau Nature Reserve) یک ذخیره‌گاه طبیعی  در قزاقستان است که در استان ترکستان واقع شده‌است.